# Yasmine Al-Bustami
 (juillet 2022).
Yasmine Al-Bustami est une actrice américaine née à Abou Dabi. Elle est surtout connue pour ses rôles dans The Originals, NCIS: Hawaiʻi et The Chosen.

## Biographie
Yasmine Al-Bustami est née à Abou Dabi, aux Émirats arabes unis, mais a déménagée avec sa famille au Texas à l'âge de trois ans. 
Après avoir obtenu un diplôme en finance obtenu à l'Université du Texas à Arlington, elle décide d'entrer dans le monde du divertissement et perfectionne ses études à Chicago.

## Carrière
Ses débuts à la télévision ont lieu en 2013 dans la série The Originals, dans laquelle elle interprète le rôle récurrent de Monique Deveraux, une méchante de la première saison. 
En 2014, elle interprète le rôle de Delissa Birch dans un épisode de la saison 3 de Nashville. 
Elle participe ensuite à la série Switched at Birth en jouant dans un épisode de la saison 4 (2015). De 2016 à 2017, elle a un rôle récurrent dans la saison 2 de la série The Inspectors (en). 
En 2017, elle est apparue dans le clip du single de John Legend, Surefire. Elle apparaît également au cinéma avec un rôle dans le long métrage You Get Me. 
Elle obtient ensuite un rôle régulier dans la série de CW Seed I Ship It dans laquelle elle joue Sasha, puis un autre rôle régulier en 2018 avec le personnage de Tommie dans la série de science-fiction interactive en direct du service de streaming Alpha Orbital Redux. En 2019, dans la saison 2 de I Ship It, elle reprend son rôle de Sasha. La saison a de nouveau été diffusée sur CW Seed, mais a également été diffusée cette fois sur The CW.
En 2021, elle a repris le rôle de Ramah dans plusieurs épisodes de la deuxième saison de The Chosen, après être apparue dans un épisode de la saison 1 en 2019. 
Elle est choisie comme actrice régulière dans le spin-off de NCIS, NCIS: Hawaiʻi jouant le rôle de l'agent Lucy Tara. La série est annulée le 26 avril 2024, après seulement trois saisons.

## Filmographie

### Séries télévisées
- 2013 à 2014 : The Originals (rôle récurrent, 10 épisodes) : Monique Deveraux
- 2014 : Nashville (1 épisode) : Delissa Birch
- 2015 : Switched (1 épisode) : Stephanie
- 2016 : The Inspectors (2 épisodes) : Amy
- 2016 à 2019 : I Ship It (web-série) : Sasha
- 2018 : Orbital Redux (8 épisodes) : Tommie
- 2019 : S.W.A.T. (1 épisode) : Amina
- depuis 2019 : The Chosen (5 épisodes) : Ramah
- 2021 à 2024 : NCIS: Hawai'i (rôle principal) : Agent Lucy Tara (principale saison 1 à 3)

### Films
- 2016 : You Get Me : Grace
- 2021 : Lucky : Edie

### Clip
- Elle tient le rôle féminin dans le clip Surfire de John Legend, en 2017.